# Dialafara
Dialafara è un comune rurale del Mali facente parte del circondario di Kéniéba, nella regione di Kayes.
Il comune è composto da 35 nuclei abitati:
- Arabadiana
- Bakagny
- Bayé
- Bérola
- Boubou
- Bourdala
- Dabikolon
- Daro
- Dianguina-Baroumba
- Dialafara
- Dialafara-Kama
- Diourdaloma
- Djimini
- Diokéba
- Farincounda
- Karouma
- Kéniébandig
- Kéniéding

- Kéniékéniéba
- Kéniéko
- Kéniéty
- Kénigoulou
- Kologo
- Koussily
- Linguékoto
- Monéa
- Nétékoto
- Sanfagadala
- Sékokoto-Guénoubantan
- Sollan
- Soumala
- Souroukoto
- Tambala
- Tambaoura-Kama
- Tintiba